# Filippo Magnini
Filippo Magnini (Pesaro, 2 februari 1982) is een Italiaanse zwemmer.
Tijdens de Europese kampioenschappen kortebaanzwemmen 2005 in eigen land in Triëst wist Magnini beslag te leggen op de Europese titel op zowel de 100 meter vrije slag als de 200 meter vrije slag. Zijn tijd van 46,52 op de 100 meter was meteen ook een Europees record. Op de 200 meter was zijn tijd van 1.42,85 genoeg om zijn landgenoot Massimiliano Rosolino en Ross Davenport voor te blijven. Tijdens de Europese Kampioenschappen langebaan 2008 in Eindhoven behaalde hij een bronzen medaille op de 100 meter vrije slag, in een tijd van 48,53, meer dan een seconde achter Alain Bernard, die in diezelfde race een nieuw wereldrecord zwom.

## Internationale toernooien
| Jaar | Olympische Spelen                                                                 | WK langebaan                                                                    | WK kortebaan                                                                    | EK langebaan                                                                      | EK kortebaan                                                                                                 |
| ---- | --------------------------------------------------------------------------------- | ------------------------------------------------------------------------------- | ------------------------------------------------------------------------------- | --------------------------------------------------------------------------------- | --- |
| 2003 |                                                                                   | 6e 4x100m vrije slag 4e 4x200m vrije slag Magnini zwom enkel de series          |                                                                                 |                                                                                   | 100m vrije slag · 8e 200m vrije slag                                                                         |
| 2004 | 5e 100m vrije slag · 4e 4x100m vrije slag · 4x200m vrije slag                     |                                                                                 | geen deelname                                                                   | 100m vrije slag · 200m vrije slag · 4x100m vrije slag · 4x200m vrije slag         | 100m vrije slag · 200m vrije slag                                                                            |
| 2005 |                                                                                   | 100m vrije slag · 9e 200m vrije slag · 4e 4x200m vrije slag                     |                                                                                 |                                                                                   | 100m vrije slag · 200m vrije slag · 7e 4x50m wisselslag                                                      |
| 2006 |                                                                                   |                                                                                 | 100m vrije slag · 200m vrije slag · 4x100m vrije slag · 4x200m vrije slag       | 100m vrije slag · 200m vrije slag · 4x100m vrije slag · 4x200m vrije slag         | 100m vrije slag · 200m vrije slag · 4x50m wisselslag                                                         |
| 2007 |                                                                                   | 100m vrije slag · 4x100m vrije slag · 5e 4x200m vrije slag                      |                                                                                 |                                                                                   | 100m vrije slag · 200m vrije slag                                                                            |
| 2008 | 9e 100m vrije slag 4e 4x100m vrije slag 4e 4x200m vrije slag DQ 4x100m wisselslag |                                                                                 | 100m vrije slag · 5e 200m vrije slag · 4e 4x100m vrije slag · 4x200m vrije slag | 100m vrije slag · 4x100m vrije slag · 4x200m vrije slag · 5e 4x100m wisselslag    | 100m vrije slag · 4x50m vrije slag · 4x50m wisselslag                                                        |
| 2009 |                                                                                   | 9e 100m vrije slag 23e 50m schoolslag 5e 4x100m vrije slag 6e 4x200m vrije slag |                                                                                 |                                                                                   | 4e 100m vrije slag · 5e 200m vrije slag · 4x50m vrije slag · 4e 4x50m wisselslag                             |
| 2010 |                                                                                   |                                                                                 | 12e 100m vrije slag 14e 200m vrije slag 6e 4x100m vrije slag                    | 4e 100m vrije slag 4e 4x100m vrije slag 5e 4x200m vrije slag 5e 4x100m wisselslag | 4e 100m vrije slag · 4e 200m vrije slag · 4x50m vrije slag · 4x50m wisselslag · Magnini zwom enkel de series |
| 2011 |                                                                                   | 11e 100m vrije slag 4e 4x100m vrije slag 8e 4x200m vrije slag                   |                                                                                 |                                                                                   | 200m vrije slag                                                                                              |
| 2012 | 19e 100m vrije slag 7e 4x100m vrije slag                                          |                                                                                 | 12e 100m vrije slag · 4x100m vrije slag                                         | 100m vrije slag · 4x100m vrije slag · 4x200m vrije slag · 4x100m wisselslag       | |

## Persoonlijke records
Bijgewerkt tot en met 13 december 2009

### Kortebaan
| Afstand         | Tijd    | Datum            | Plaats    |
| --------------- | ------- | ---------------- | --------- |
| 100m vrije slag | 46,26   | 12 december 2009 | Istanboel |
| 200m vrije slag | 1.41,65 | 13 december 2009 | Istanboel |

### Langebaan
| Afstand         | Tijd    | Datum        | Plaats   |
| --------------- | ------- | ------------ | -------- |
| 100m vrije slag | 48,04   | 29 juli 2009 | Rome     |
| 200m vrije slag | 1.46,89 | 5 maart 2009 | Riccione |